# Ferrare
Ferrare (Ferrara en italien) est une ville italienne de la province de Ferrare, en région Émilie-Romagne.
Située dans le delta du Pô sur le bras nommé Pô de Volano, la cité actuelle remonte au XIVe siècle, alors qu'elle était gouvernée par la famille d'Este. Son centre historique figure au patrimoine mondial de l’UNESCO depuis 1995.
Sa population est d'environ 130 800 habitants en 2022.

## Géographie
Ferrare est bâtie dans le delta du Pô sur la rive nord de l'un des principaux bras du fleuve.
La ville médiévale s'est développée le long du Pô entre deux pôles, l'ancien castrum byzantin et le castel Tedaldo. À la fin du XIIe siècle, son cœur civil, religieux et politique est défini autour d'une zone délimitée au Nord par la cathédrale, symbole de l'identité municipale, à l'Est par les loges des métiers et au Sud, par le palazzo della Ragione. On y trouve les principaux offices communaux dont ceux du podestat et du chancelier délégué aux finances communales. Des aménagements portuaires comme des structures de stockage et de charge pour le sel et le poisson s'alignent le long du Pô, ainsi que des artisanats polluants et ceux liés à l'eau comme les moulins ou l'industrie du cuit. À la Renaissance, la cité tire sa prospérité du commerce, notamment fluvial, et de son activité bancaire florissante, plus que de son contado marécageux et relativement peu fertile.

## Histoire

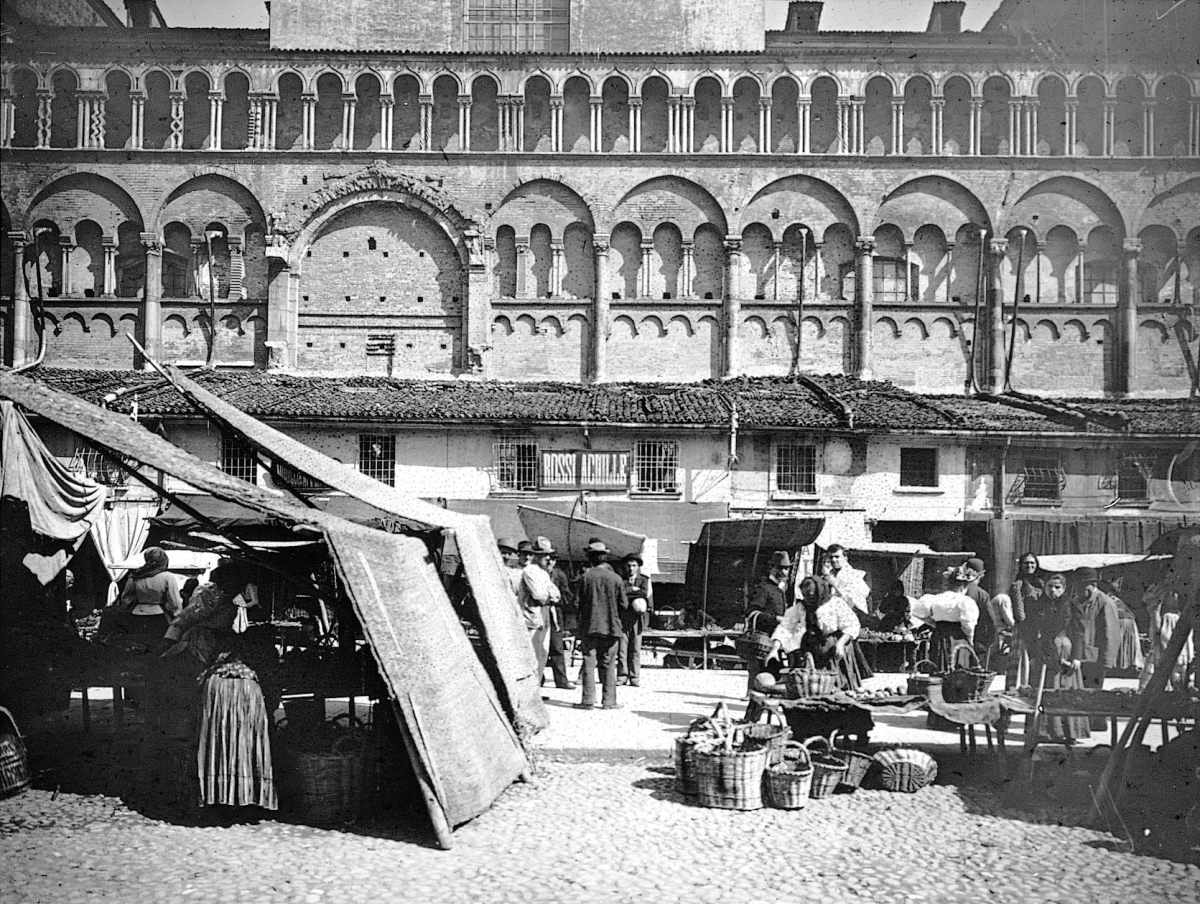
Ferrare en 1895 par William Henry Goodyear.

Les origines de Ferrare sont incertaines. Un castrum byzantin, qui semble former le noyau originel de la ville, y est mentionné au VIe siècle. Son nom paraît pour la première fois dans un document d'Aistulf, roi des Lombards, datant de 754, comme faisant partie de l’exarchat de Ravenne. En 757, après l'intervention de Pépin le Bref contre le royaume des Lombards, le ducatus Ferrariae est offert au pape qui le cède en 986 au marquis de Toscane Tedaldo di Canossa, comte de Modène et de Canossa, neveu de l'empereur Othon Ier, qui y fait construire un château à son nom. Devenue indépendante et dirigée par la famille des Adelardi, elle fut assiégée et prise en 1101 par la comtesse Mathilde.
En 1146, à la mort de Guillaume, dernier de la famille Adelardi, la seigneurie de Ferrare passa comme dot de sa nièce la Marchesella à Azzolino d’Este. Après quelques hostilités contre la famille des Salinguerra, Azzo Novello fut nommé podestat (premier magistrat) à vie en 1242 et en 1259 il fit prisonnier Ezzelino de Vérone au cours d'une bataille. Lui succéda son neveu Obizzo II d'Este (1247-1293) qui fut nommé par le pape capitaine général et défenseur des États de l'Église.
Nicolas III (1393-1441), qui a fait de Ferrare une importante cité de plus de 30 000 habitants grâce à des alliances matrimoniales judicieuses, une diplomatie habile, une administration efficace et des dépenses fastueuses, hébergea en 1438 le concile œcuménique du pape Eugène IV. La cité connait alors son heure de gloire. Il est le véritable fondateur de la cité qui pendant son long règne a doublé en superficie et en nombre d'habitants. C'est alors l'une des principales puissances d'Italie du Nord, passage obligé entre la Lombardie et les États du pape. Son fils Borso d'Este reçut les fiefs de Modène et Reggio de l'empereur Frédéric III du Saint-Empire, devenant duc en 1452, pour être ensuite fait duc de Ferrare en 1470 par le pape Paul II. Toutes les fonctions politiques, religieuses et économiques se concentrent au cœur de la cité, sur la Piazza où se situe le palais des Este. La statue d'Alberto d'Este, première œuvre humaniste, est érigée en 1393 sur la façade de la cathédrale, reflétant l'ancienneté et la solidité de l'emprise seigneuriale de la famille sur la ville.
En 1430, l'humaniste Guarino de Vérone est nommé précepteur des enfants de la maison d'Este. Ses enseignements, qui attirent de nombreux jeunes hommes à Ferrare, deviennent publics en 1436 par la volonté du prince. Traducteur de Pline, Strabon, Cicéron et Plutarque, il offre à ses élèves une éducation humaniste, très différente de la scolastique médiévale.
Ferrare est le cœur de la seigneurie. Peuplée d'environ 35 000 habitants, elle accueille un sujet du duché sur six. La cour y est nombreuse, ainsi que les marchands et les artisans attirés par son marché. Nicolas III est figuré à cheval et en armure au centre de la Piaza pour commémorer ses victoires sur les seigneurs féodaux du contado, tandis que Borso trône devant le Palazzo della Ragione, un sceptre à la main, réprésenté en prince rendant la justice.
Hercule Ier (1471-1505), dota la ville d'un magnifique plan d'urbanisme réalisé par l'architecte Biagio Rossetti. À cette époque, attirés par cette brillante cour, des artistes comme Pisanello, Andrea Mantegna et Piero della Francesca, donnèrent naissance à une « école » qui forma de grands peintres, tels que Francesco del Cossa ou Cosmè Tura. Formé auprès d'eux, Ercole de’ Roberti (Ercole Ferrarese) fait ses débuts au palais Schifanoia. Son œuvre humaniste, teintée d'ésotérisme, marqua de jeunes artistes comme Ludovico Mazzolino.
Hercule Ier se battit également contre Venise, guerre poursuivie avec succès par son fils Alphonse Ier, qui épousa Lucrèce Borgia (fille du pape Alexandre VI et sœur de César Borgia). En 1509 il fut excommunié par le pape Jules II et en 1512 affronta l'armée pontificale, prenant possession de Ravenne. Par la suite, il réussit à normaliser ses relations avec le Saint-Siège. Son fils Hercule II lui succéda ; ce dernier, marié avec Renée de France fille de Louis XII de France, régna de 1534 à 1559. Son fils Alphonse II, marié avec Barbara, sœur de l'empereur Maximilien II du Saint-Empire porta Ferrare à l'apogée de sa splendeur. Mais il n'eut aucun descendant mâle et en 1597 Ferrare fut déclarée fief vacant par le pape Clément VIII.
Par la Dévolution de 1598, la ville et son territoire, abandonnés par les Este passent sous le contrôle politique et administratif direct du Saint-Siège jusqu'à son intégration dans le royaume de Sardaigne en 1859.
Le 24 avril 1945, la ville est libérée par le 5e corps de la 8e Armée britannique.

Ferrare par Paolo Monti.
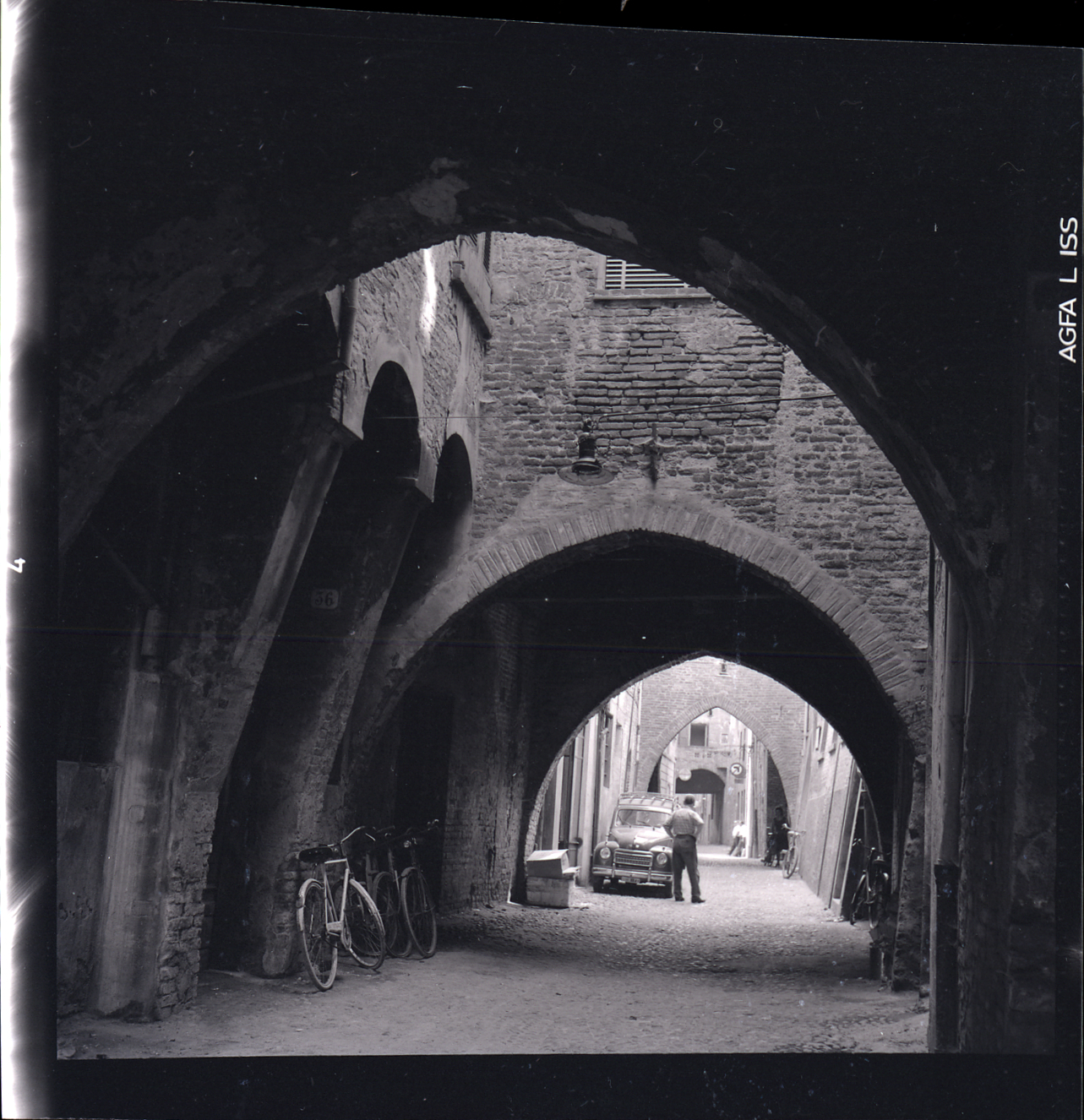
1965.
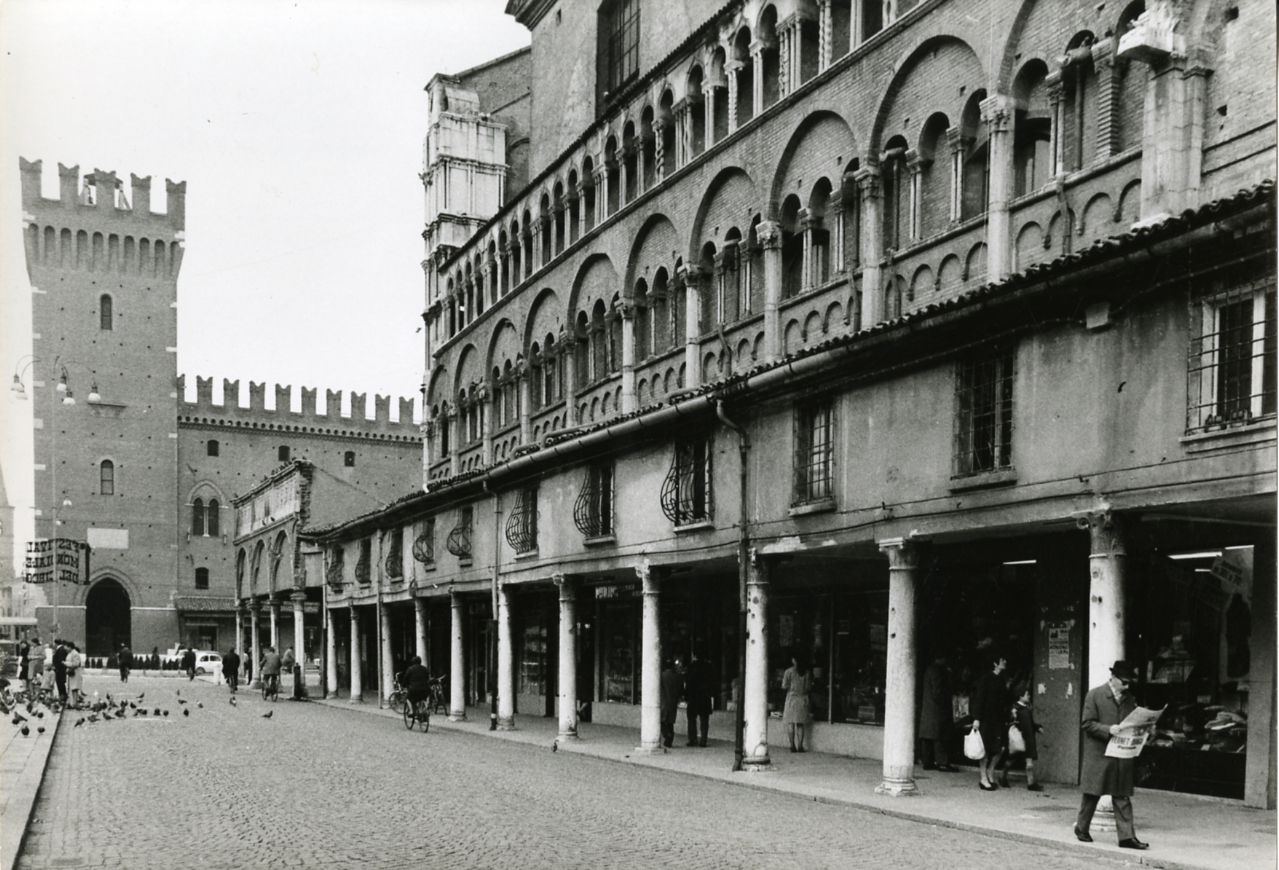
1969.
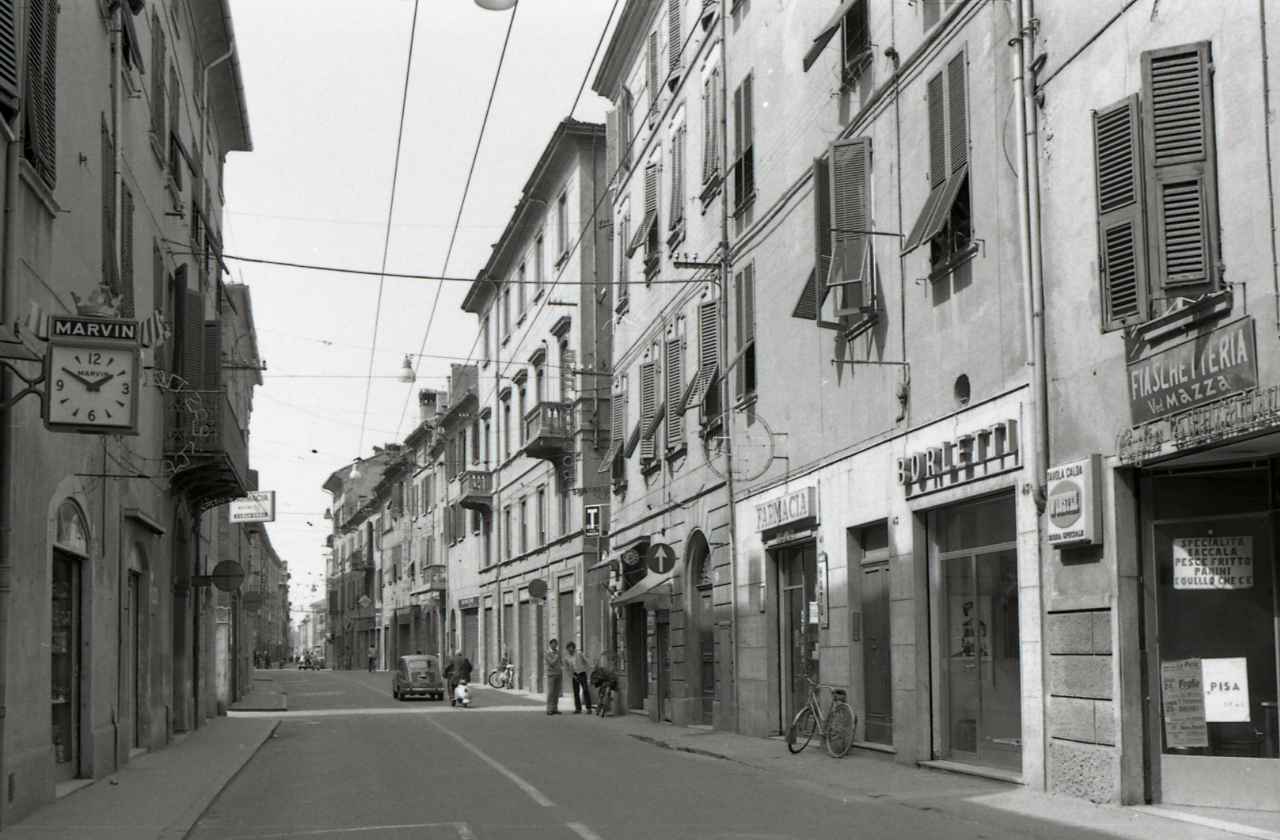
1969.
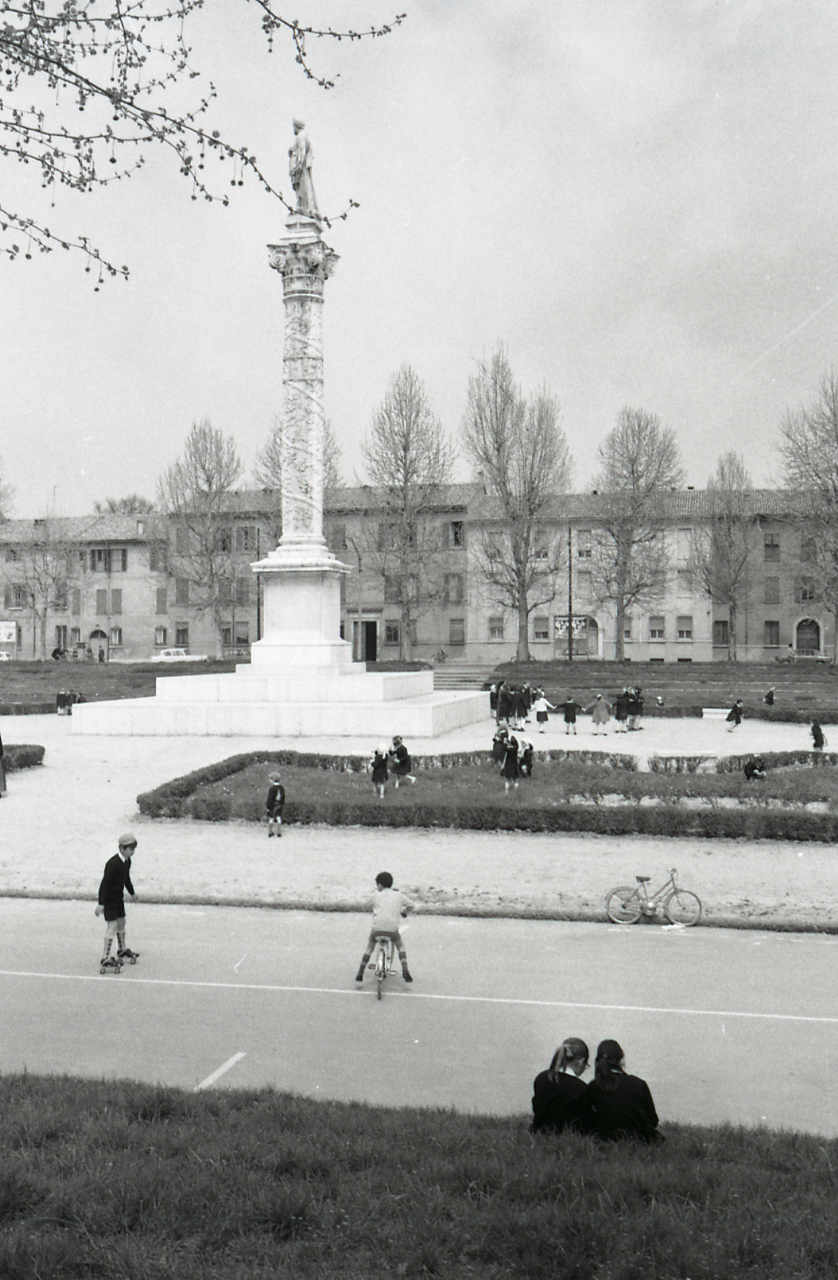
1969.

### L'ordre souverain de Malte
À l'ordre souverain de Malte, cet « État sans territoire », le pape Léon XII accorde en 1826 un couvent et une église à Ferrare. En 1834, l'Ordre réduit à un état-major s'installe définitivement à Rome.

## La ville et les monuments
Le monument le plus important est le château d'Este, appelé aussi « château Saint-Michel », un édifice en briques à plan carré doté de quatre tours défensives, situé en plein centre-ville. Il fut construit à partir de 1385 et partiellement restauré à partir de 1554. Près du château, on peut voir l’arcispedale Sainte-Anne, où fut relégué Torquato Tasso dit « Le Tasse » en 1579-1586.
Le Palazzo del Municipio (hôtel de ville), reconstruit au cours du XVIIIe siècle, fut la première résidence de la famille d'Este qui est aussi à l'origine de la construction du Palazzo Schifanoia (« Sans Souci ») pour Alberto V d'Este en 1385.
Près de l'hôtel de ville se trouve la cathédrale Saint-Georges, construite par Guglielmo degli Adelardi (mort en 1146) et consacrée en 1135 quand furent achevées la façade principale et les façades latérales romanes. Les arcades de la partie supérieure de la façade sont du XIIIe siècle et l'intérieur fut restauré dans le style baroque à partir de 1712. Le campanile, de style renaissance fut réalisé en 1451-1493 et achevé à la fin du XVIe siècle.
Face à la cathédrale se trouve le Palazzo della Ragione (« palais de la Raison »), construit en briques dans le style gothique en 1315-1326.
Tout près se trouve le siège actuel de l’Université, tandis que son ancien siège, le Palazzo Paradiso (1391), abrite aujourd'hui la Biblioteca Civica Ariostea dans laquelle se trouve la collection la plus complète des éditions de l'Orlando Furioso et quelques lettres du Tasse ainsi que la Bible qui appartint au frère dominicain Jérôme Savonarole. La maison de L'Arioste fut construite par l'écrivain à partir de 1526 ; il y mourut en 1532.
Ferrare est depuis le XIIIe siècle un important centre hébraïque d’enseignement talmudique et un ghetto juif y fut établi en 1626, privant ainsi la communauté de contacts prolongés avec le reste de la cité. C'est à cette époque que débute l'émigration juive et que la ville cesse d'être un important foyer de la vie juive. Pendant les années qui ont suivi les Lois raciales édictées en 1938 par le gouvernement fasciste, elle devint le théâtre de persécutions et d'un massacre rappelés par l'écrivain Giorgio Bassani (Bologne, 1916 - Rome, 2000) dans Gli occhiali d’oro (Les Lunettes d'or, 1958), porté à l'écran en 1987 par Giuliano Montaldo, et dans Le Jardin des Finzi-Contini (1962), porté à l'écran en 1970 par Vittorio De Sica, et dans Una Notte del '43 (1956).
Siège d'une université depuis 1391, elle vit comme étudiants au XVIe siècle Nicolas Copernic (1503) et Paracelse. Important centre humaniste, elle reçut à la cour des Este les plus grands poètes italiens du Quattrocento et du Cinquecento, Matteo Maria Boiardo, Ludovico Ariosto (Reggio Emilia - Ferrare) et Torquato Tasso, ainsi que les grands peintres de l'époque, Andrea Mantegna, Giovanni Bellini, Cosmè Tura (1432-1495), Francesco del Cossa (mort en 1480) et Ercole dei Roberti (mort en 1496) (la fameuse Officina ferrarese), Garofalo, Tiziano, Dosso Dossi et Battista Dossi, Scarsellino. De nombreuses œuvres de ces artistes sont aujourd'hui à la pinacothèque nationale, hébergée dans le Palazzo dei Diamanti.
Elle est la ville où naquirent le frère dominicain Girolamo Savonarole (Ferrare, 1452-Florence, 1498) et le compositeur Girolamo Frescobaldi (Ferrare, 1583-Rome, 1643).
Une Vierge à l'Enfant datée de 1400-1405, peinte par Gentile da Fabriano est conservée dans la pinacothèque nationale. La ville est également fière de son importante collection municipale d'œuvres de peintres locaux Giovanni Boldini (Ferrare, 1842-Paris, 1931) et Filippo De Pisis (Ferrare, 1896-Milan, 1956) et organise des expositions d'art internationales de très haut niveau dans le Palazzo dei Diamanti, chef-d'œuvre architectural du XVe siècle dû à Biagio Rossetti.
En plus de la cathédrale l'un des grands édifices religieux de la ville est l'église Sainte-Marie-en-Vado construite aux XVe et XVIe siècles.
Ville appréciée des metteurs en scène italiens et étrangers, elle servit de décor, entre autres films, à Le Jardin des Finzi-Contini (Vittorio De Sica, 1970), La Longue Nuit de 43 (Florestano Vancini, 1960), Par-delà les nuages (Michelangelo Antonioni - Wim Wenders, 1995), Le Métier des armes (Ermanno Olmi, 2001).
Les saisons de danse, de concerts de musique classique, de théâtre et d'art lyrique produits au Teatro Comunale du XVIIIe siècle, longtemps dirigé par Claudio Abbado, y sont importantes.
C'est sur la piazza Ariostea que se déroule le plus ancien palio d'Italie, dit de San Giorgio (le dernier dimanche de mai).
Autres manifestations : 1000 Milles automobiles (en mai), Ferrara Buskers' Festival (dernière semaine d'août), Premio Letterario Estense (fin septembre).
La ville est aujourd'hui un important centre universitaire, un pôle hospitalier et une des cités d'art mineures les plus visitées en Italie.
Son enceinte fortifiée de la Renaissance, de plus de neuf kilomètres de long, peut être entièrement parcourue à pied ou à bicyclette.

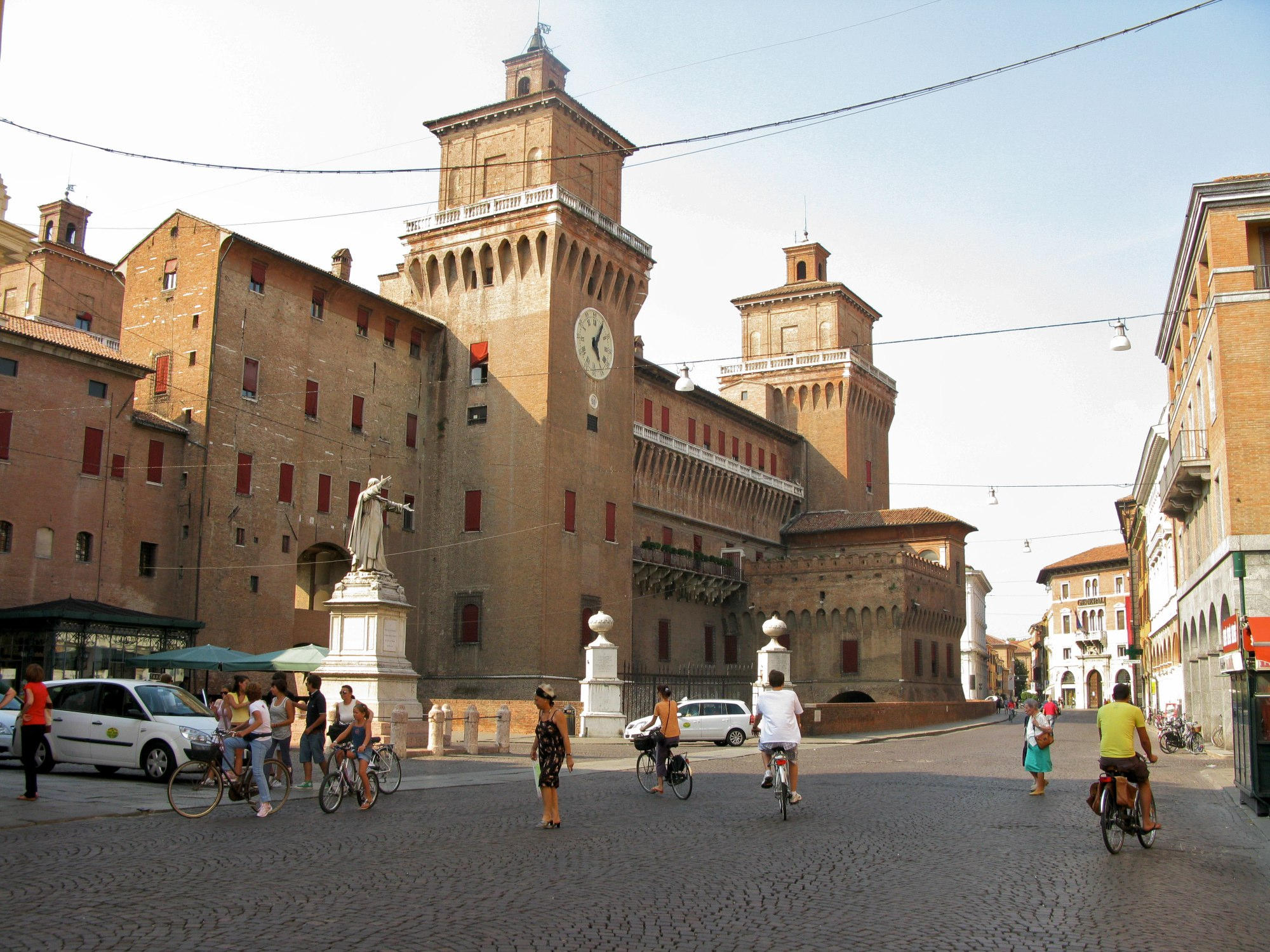
Castello Estense.
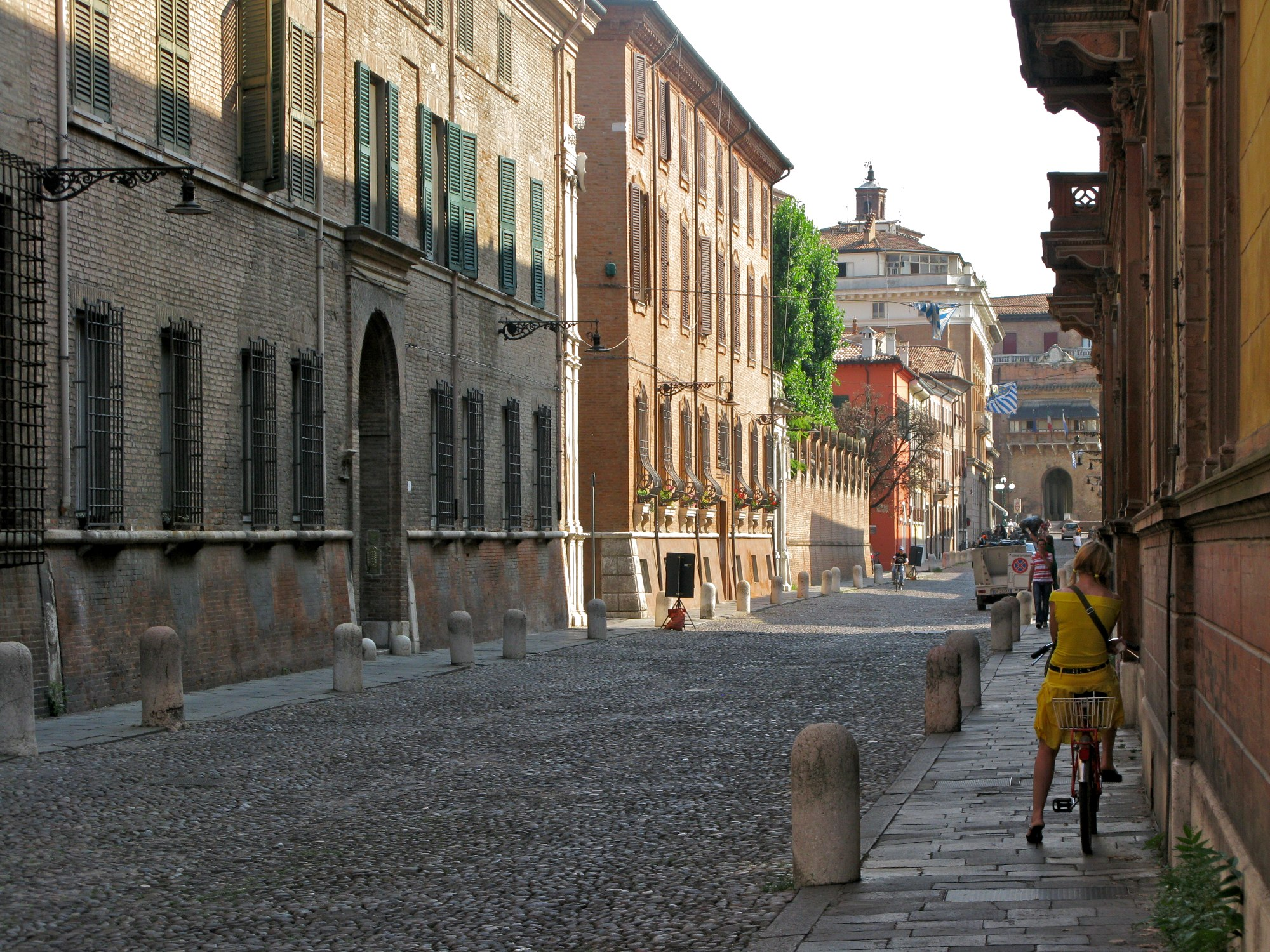
Vieille rue du centre.
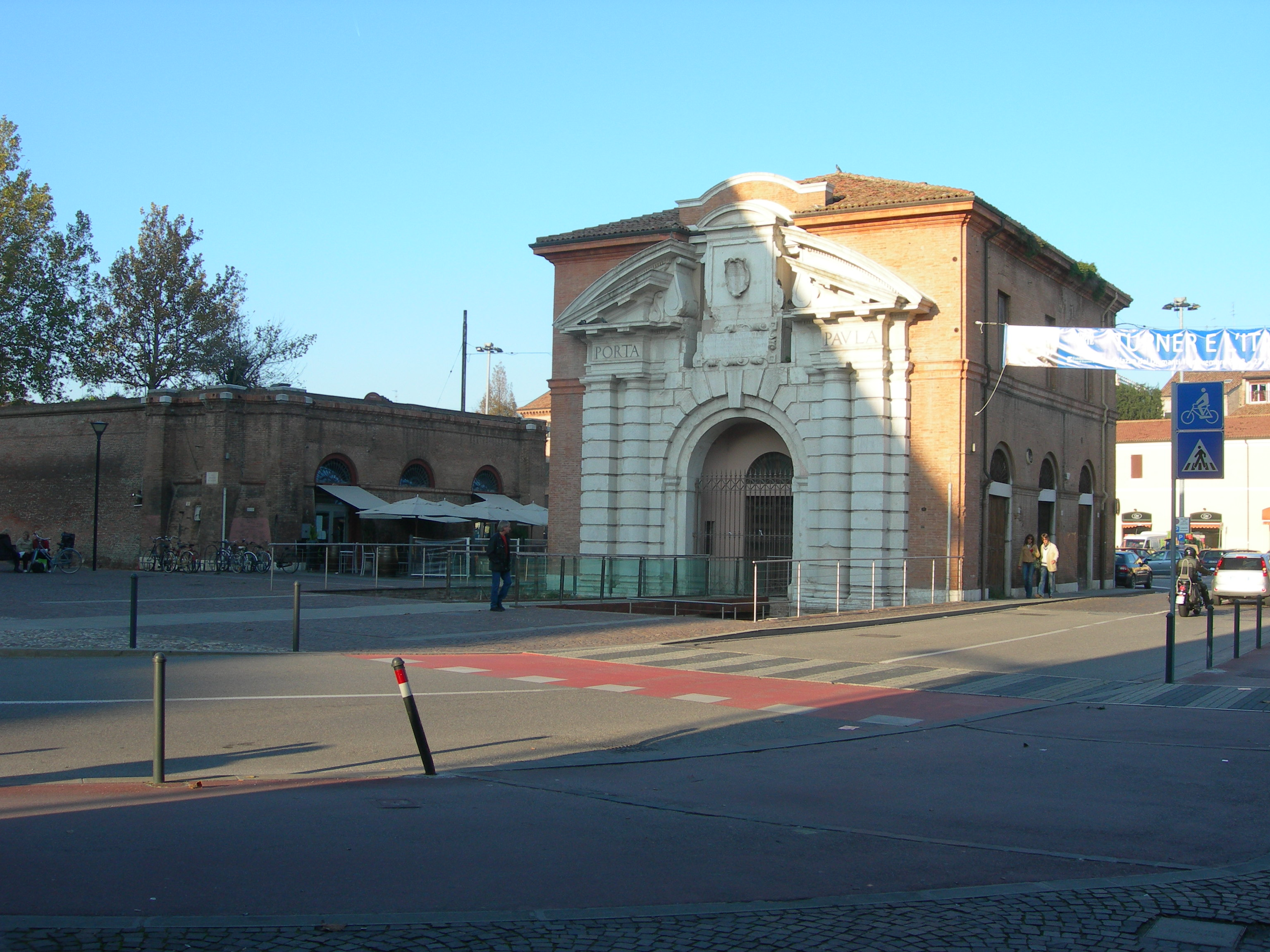
Porta Paola.
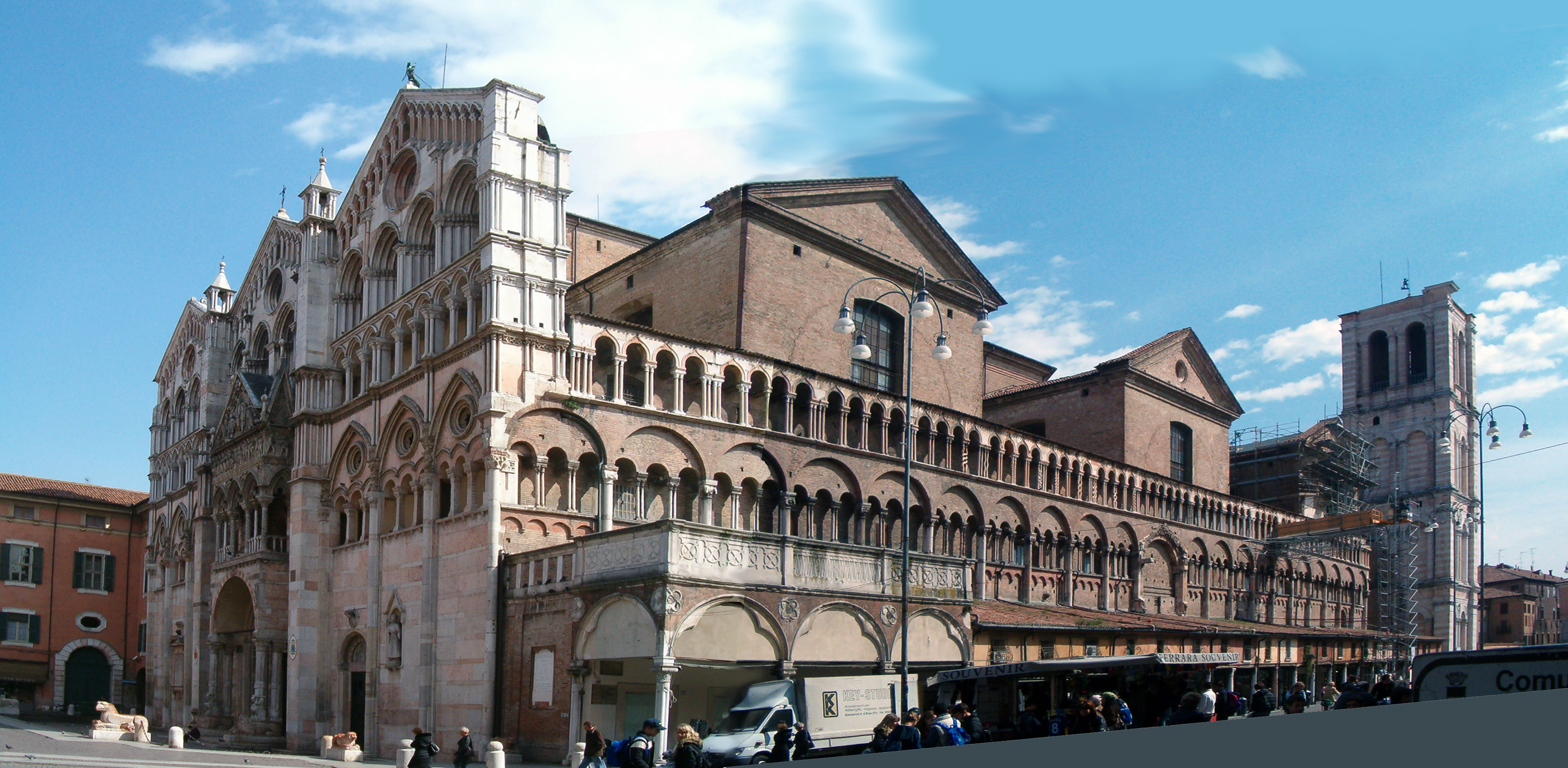
Duomo.
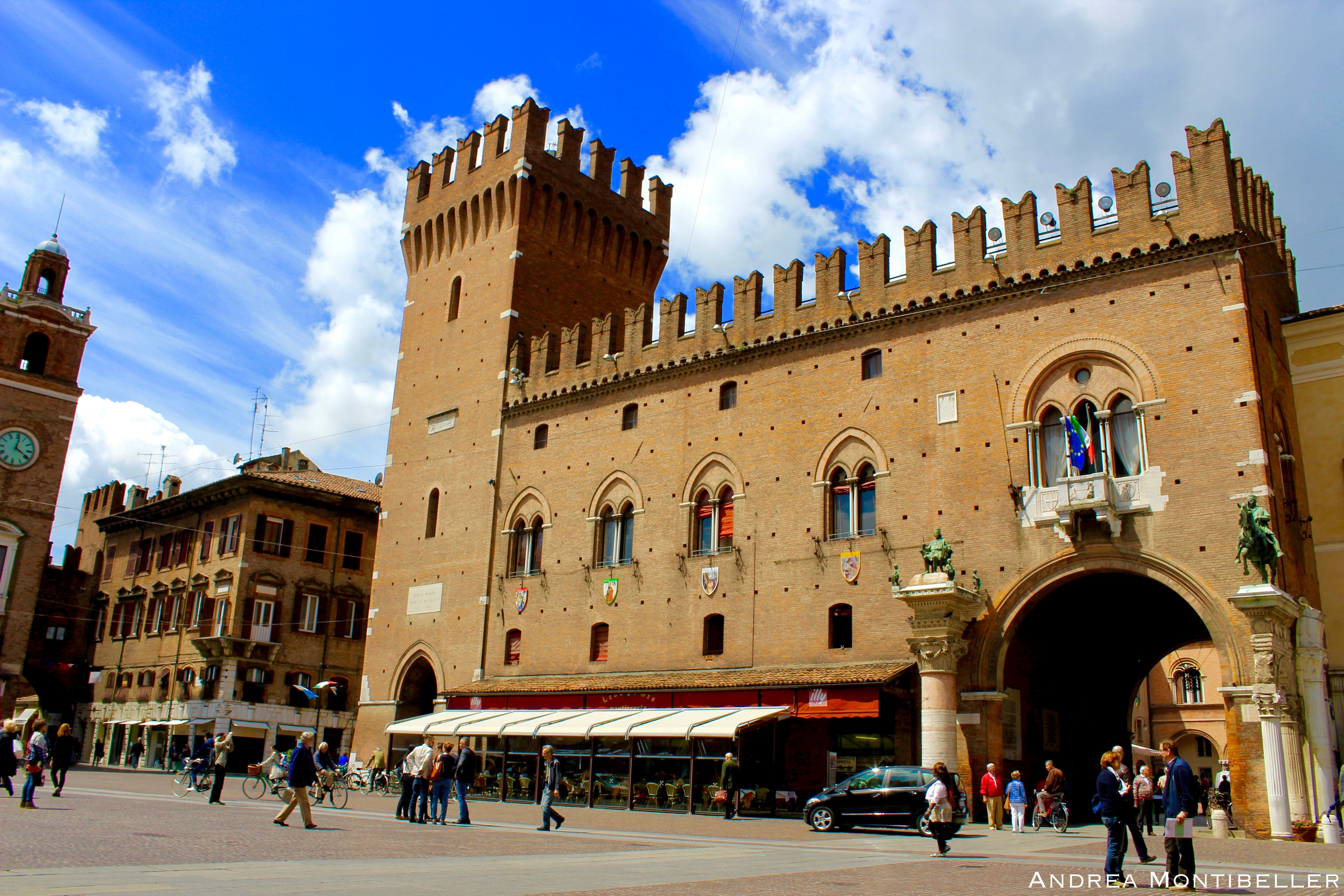
Palazzo Municipale.
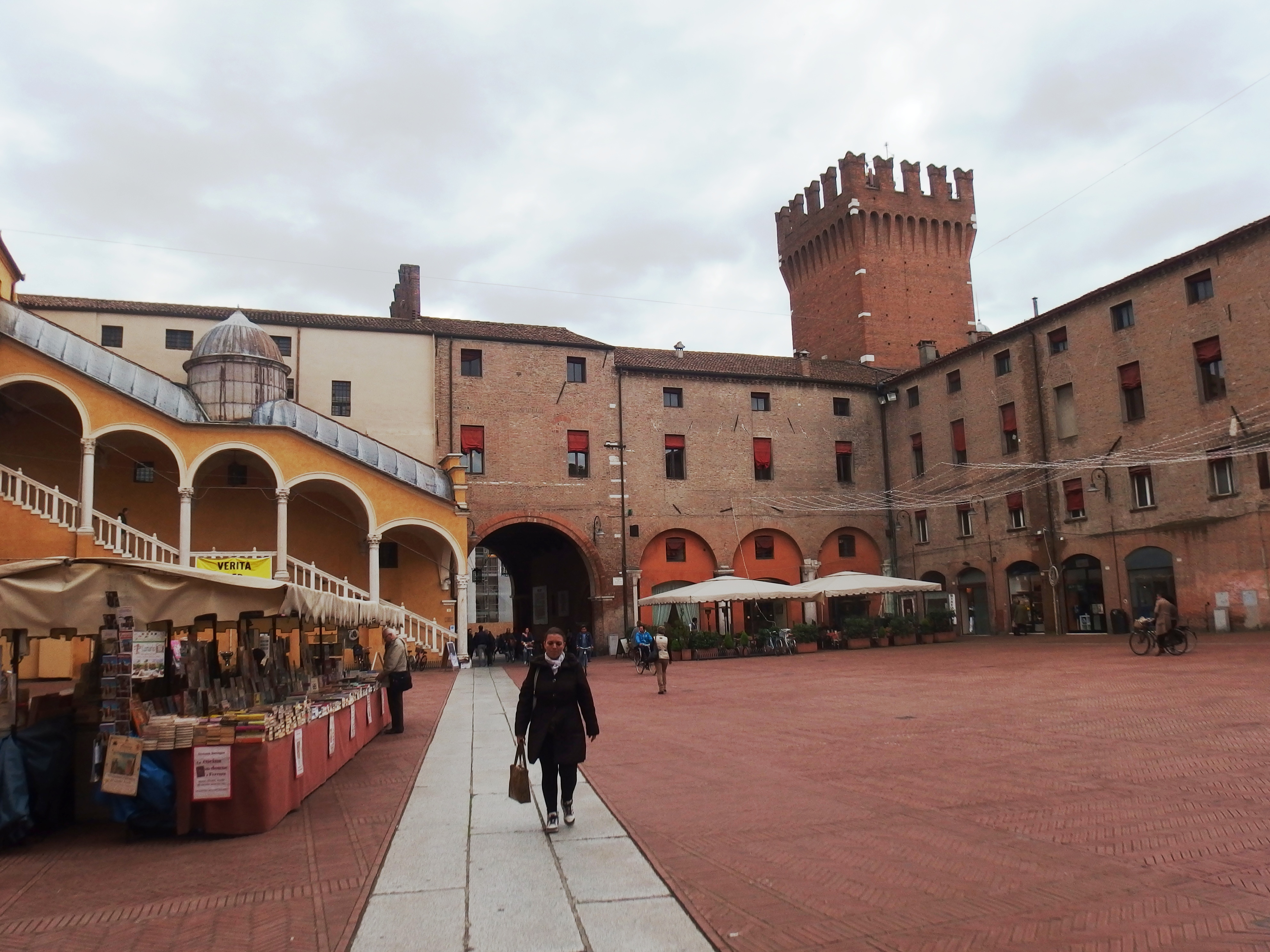
Piazza del Municipio.
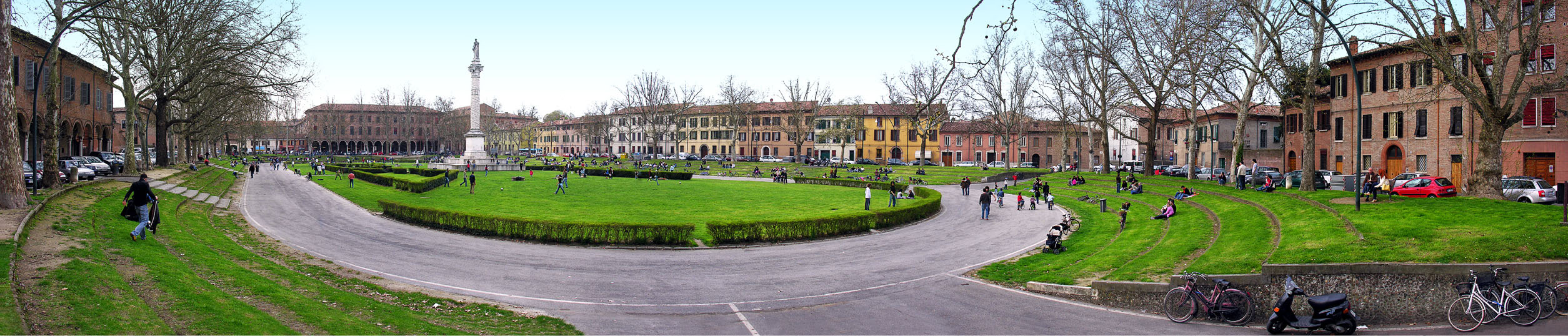
Piazza Ariostea, lieu ou se déroule le Palio.

## Administration
| Période                                  | Période  | Identité          | Étiquette                      | Qualité |
| ---------------------------------------- | -------- | ----------------- | ------------------------------ | ------- |
| 1982                                     | 1999     | Roberto Soffritti | Parti des communistes italiens |         |
| 1999                                     | 2009     | Gaetano Sateriale | Démocrates de gauche           |         |
| juin 2009                                | En cours | Tiziano Tagliani  | Centre gauche                  |         |
| Les données manquantes sont à compléter. |          |                   |                                |         |

### Hameaux
Aguscello, Albarea, Baura, Boara, Borgo Scoline, Bova, Casaglia, Cassana, Castel Trivellino, Chiesuol del Fosso, Cocomaro di Cona, Cocomaro di Focomorto, Codrea, Cona, Contrapò, Corlo, Correggio, Denore, Focomorto, Francolino, Gaibana, Gaibanella Sant'Egidio, Malborghetto di Boara, Malborghetto di Correggio, Marrara, Mezzavia, Monestirolo, Montalbano, Parasacco, Pescara, Pontegradella, Pontelagoscuro, Ponte Travagli, Porotto, Porporana, Quartesana, Ravalle, Sabbioni, San Bartolomeo in Bosco, San Martino, San Nicolo, Spinazzino, Torre della Fossa, Uccellino, Viconovo, Villanova

### Communes limitrophes
Argenta, Baricella (BO), Bondeno, Canaro (RO), Copparo, Ficarolo (RO), Formignana, Gaiba (RO), Masi Torello, Occhiobello (RO), Ostellato, Poggio Renatico, Ro, Stienta (RO), Tresigallo, Vigarano Mainarda, Voghiera

## Population

### Évolution de la population en janvier de chaque année
| 1861   | 1901   | 1921    | 1951    | 1961    | 1971    | 1981    | 1991    | 2001    |
| ------ | ------ | ------- | ------- | ------- | ------- | ------- | ------- | ------- |
| 64 204 | 81 301 | 106 768 | 133 949 | 152 654 | 154 056 | 149 453 | 138 015 | 130 992 |

| 2012    | - | - | - | - | - | - | - | - |
| ------- | - | - | - | - | - | - | - | - |
| 135 291 | - | - | - | - | - | - | - | - |

### Ethnies et minorités étrangères

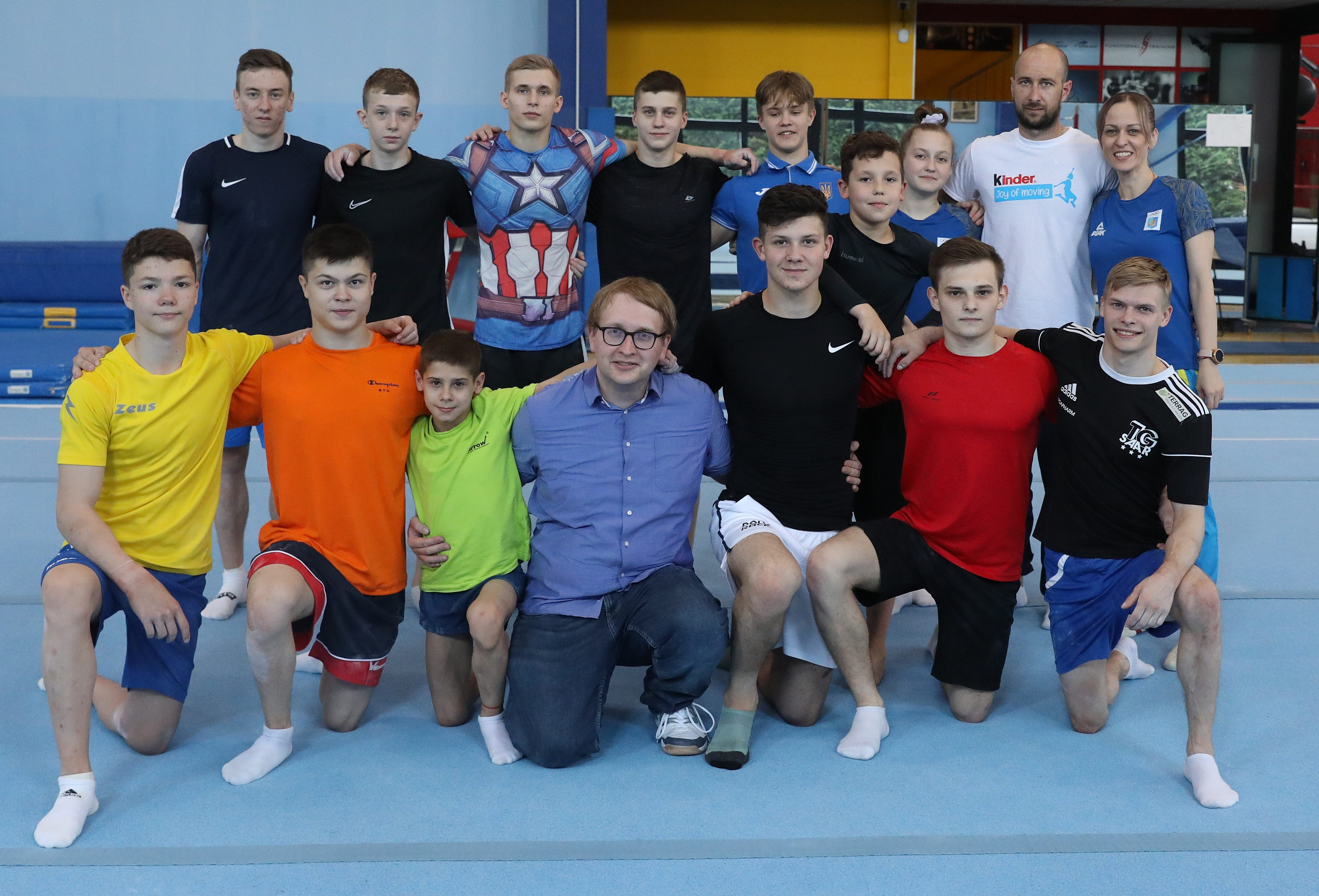
Gymnastes ukrainiens en exil à Ferrare à la suite de l'invasion de l'Ukraine par la Russie de 2022. Juin 2022.

Selon les données de l’Institut national de statistique (ISTAT) au 1er janvier 2011, la population étrangère résidente était de 10 593 personnes.
Les nationalités majoritairement représentées étaient :
| Pos. | Pays     | Population |
| ---- | -------- | ---------- |
| 1    | Ukraine  | 1 782      |
| 2    | Roumanie | 1 551      |
| 3    | Moldavie | 1 260      |
| 4    | Albanie  | 1 022      |
| 5    | Maroc    | 617        |
| 6    | Chine    | 561        |
| 7    | Pologne  | 329        |
| 8    | Tunisie  | 326        |
| 9    | Cameroun | 324        |
| 10   | Nigeria  | 305        |

## Personnalités liées à Ferrare

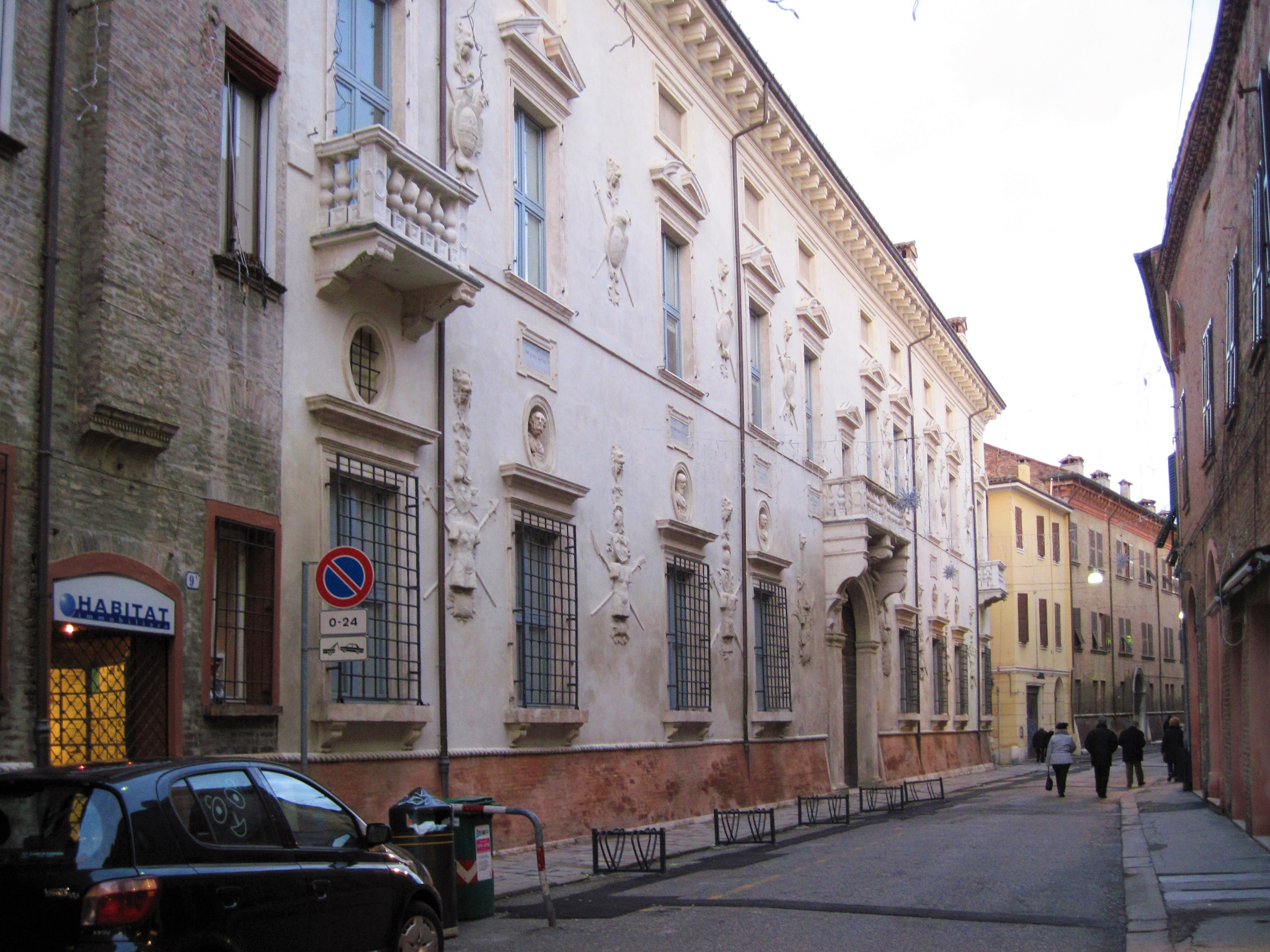
Le palazzo Bevilacqua-Costabili, via Voltapaletto, a appartenu à Giovanni Battista Costabili Containi.

- Bartolomeo Roverella (Rovigo, 1406 - Ferrare, 1476)
- Hercule Ier d'Este (1431-1505), duc de Ferrare
- Girolamo Savonarola (Jérôme Savonarole) (Ferrare 21 septembre 1452 - Florence 23 mai 1498), prédicateur dominicain dénonçant les mœurs corrompues de son époque. Emprisonné et envoyé au bûcher à l'âge de 45 ans.
- Luigi Bigi Pittorio (1452 ou 1454 - vers ou avant 1525), poète et humaniste.
- Ludovico Mazzolino (Ferrare, 1480 - Ferrare, 1528), peintre de l'école de Ferrare, actif à Ferrare et à Bologne.
- Hippolyte d'Este (1509-1572), cardinal italien et mécène ordonnateur de la villa d'Este à Tivoli, né à Ferrare.
- Girolamo Frescobaldi (1583-1643), compositeur, claveciniste, organiste de la basilique Saint-Pierre de Rome, né à Ferrare.
- Luigi della Fabbra (1655-1723), médecin italien né à Ferrare.
- Girolamo Baruffaldi (1675-1755), poète, dramaturge et historien.
- Giovanni Battista Costabili Containi (1756-1841), homme politique italien des XVIIIe et XIXe siècles.
- Giovanni Boldini (1842-1931), artiste peintre et illustrateur.
- Adamo Boari (1863-1928), architecte et ingénieur.
- Bruno Buozzi (1881-1944), syndicaliste et homme politique
- Italo Balbo (1896-1940), homme politique, militaire et aviateur. Il fut ministre de l'aéronautique et gouverneur de Libye.
- Michelangelo Antonioni (1912-2007), scénariste et réalisateur de cinéma italien.
- Giorgio Bassani (1916-2000), écrivain, poète, scénariste. Auteur du Roman de Ferrare (dont fait partie « Le Jardin des Finzi-Contini »).
- Luigi Vanzi (1924-1992), réalisateur et scénariste de films
- Carla Boni (1925-2009), chanteuse
- Florestano Vancini (1926-2008), réalisateur de cinéma, auteur de La Longue Nuit de 43 d'après Giorgio Bassani.
- Folco Quilici (1930-2018), écrivain, réalisateur et scénariste
- Michele De Lucchi (1951-....), designer et architecte.
- Diego Marani (1959-....), écrivain et journaliste.
- Anna Caterina Antonacci (1961-....), soprano.
- Luca Zanforlin (1965-....), scénariste et présentateur de télévision.

## Jumelages
- Saint-Étienne (France)
- Lérida (Espagne)
- Kaufbeuren (Allemagne)
- Giessen (Allemagne)
- Žilina (Slovaquie)

## Homonyme
- Ferrare, l'une des Méditations poétiques d'Alphonse de Lamartine (1844)